# ГЕС Кіндарума
ГЕС Кіндарума – гідроелектростанція в центральній частині Кенії. Розташована між ГЕС Гітару (вище за течією) та ГЕС Кіамбере, входить до складу каскаду на найдовшій річці країни Тана (впадає в Індійський океан). 
Введена в експлуатацію у 1968 році, станція стала першою за часом спорудження в каскаді. В межах проекту річку перекрили кам’яно-накидною греблею висотою 24 метри та довжиною 549 метрів, яка утворила водосховище з площею поверхні 2,4 км2 та об’ємом 16 млн м3 (корисний об’єм 7,5 млн м3).  
Розташований біля греблі машинний зал первісно обладнали двома турбінами типу Каплан потужністю по 22 МВт, які на початку 2010-х були модернізовані до показника у 24 МВт, крім того, тоді ж додали третю турбіну. Це обладнання працює при чистому напорі у 32 метри. Відпрацьована вода повертається в річку через канал довжиною 350 метрів.
Видача продукції відбувається по ЛЕП, розрахованій на роботу під напругою 132 кВ.